# Disco 4
Disco 4 è il quarto album di remix del gruppo musicale britannico Pet Shop Boys, pubblicato l'8 ottobre 2007 dalla Parlophone.

## Il disco
Rispetto ai tre precedenti album di remix pubblicati dal gruppo tra il 1986 e il 2003, Disco 4 si differenzia per il contenuto: infatti si tratta di una raccolta di remix firmati Pet Shop Boys in poca parte di brani del duo stesso (Integral e I'm with Stupid) e per buona parte di brani di altri artisti.
Per promuovere il disco, i Pet Shop Boys remixarono il loro brano Integral (contenuto nel loro precedente album Fundamental) e lo pubblicarono come singolo solo per via digitale. Il brano ottenne un enorme successo nel mondo digitale (arrivò alla posizione numero 3 nella "classifica dei singoli scaricati dal web") e successivamente entrò nella classifica britannica al 197º posto.

## Accoglienza
Disco 4 ha ricevuto pareri perlopiù positivi: David Jeffries di AllMusic ha dato all'album 3 stelle su 5 commentando «Disco 4 si focalizza sui Pet Shop Boys non tanto come "artisti" quanto come remixer...e quando remixano, i Pet Shop Boys fanno che il sound di ogni artista sia più 'Pet Shop Boys'. L'album offre ai fan nuove esperienze rispetto ai precedenti capitoli.» Attraverso la voce di Rebecca Nicholson, NME assegna 6/10 all'album dichiarando «dopo 26 anni, sono ancora i migliori remixer». Inoltre aggiunge «Disco 4 celebra il loro potere aderente su brani di altri artisti ... ma la compilation è di troppi generi differenti per coesistere insieme». Di stampo positivo sono i giudizi di Record Collector (4 stelle su 5) e di Rockfeedback (anch'esso 4 su 5). Quest'ultimo, attraverso Tom Hocknell, commenta che "l'album lavora incredibilmente bene" e che i Pet Shop Boys hanno reso ogni traccia remixata molto migliore della originale. Anche Virgin assegna 4 stelle su 5 a Disco 4 descrivendolo come una «collezione di remix da parte di una delle istituzioni più fine della musica pop». Oltre a ciò il critico Matt O'Leary aggiunge che «da sempre si ammirano i Pet Shop Boys per la loro capacità di realizzare lavori che come sonorità sono pressoché simili a quelle anteriori di 10 anni. La punta di diamante dell'album sono i remix di Hallo Spaceboy, Walking on Thin Ice e l'autoprodotto I'm with Stupid».

## Tracce
1. The Killers – Read My Mind (Pet Shop Boys Stars Are Blazing Mix) – 7:20
2. David Bowie with Pet Shop Boys – Hallo Spaceboy (Pet Shop Boys Extended Mix) – 6:34
3. Pet Shop Boys – Integral (Perfect Immaculate Mix) – 6:38
4. Yoko Ono – Walking on Thin Ice (Pet Shop Boys Electro Mix) – 6:28
5. Madonna – Sorry (Pet Shop Boys Maxi-Mix) – 8:27
6. Atomizer – Hooked on Radiation (Pet Shop Boys Orange Alert Mix) – 5:44
7. Rammstein – Mein Teil (PSB There Are No Guitars on This Mix) – 7:08
8. Pet Shop Boys – I'm with Stupid (Pet Shop Boys Maxi-Mix) – 8:13

## Classifiche
| Classifica (2007)   | Posizione massima |
| ------------------- | ----------------- |
| Regno Unito         | 15                |
| Regno Unito (dance) | 3                 |
| Spagna              | 71                |